# Ommatius tridens
Ommatius tridens là một loài ruồi trong họ Asilidae. Ommatius tridens được Martin miêu tả năm 1964. Loài này phân bố ở vùng nhiệt đới châu Phi.